# Підводні човни типу O 21
| Підводні човни типу O 21                                                | Підводні човни типу O 21                                                                                     | Підводні човни типу O 21                                                                                     |
| ----------------------------------------------------------------------- | --- | --- |
| O 21-klasse                                                             | | |
|                                                                         | | |
| Підводний човен O 23 типу O 21                                          | | |
| Верф                                                                    | Wilton-Fijenoord, Rotterdamsche Droogdok Maatschappij, Koninklijke Maatschappij De Schelde                   | Wilton-Fijenoord, Rotterdamsche Droogdok Maatschappij, Koninklijke Maatschappij De Schelde                   |
| Під прапором                                                            | Нідерланди Третій Рейх                                                                                       | Нідерланди Третій Рейх                                                                                       |
| Належність                                                              | Військово-морські сили Нідерландів · Крігсмаріне                                                             | Військово-морські сили Нідерландів · Крігсмаріне                                                             |
| Замовлення                                                              | 7 | 7 |
| Закладений                                                              | 7 | 7 |
| Спуск на воду                                                           | 7 | 7 |
| Введений до складу флоту                                                | 7 | 7 |
| Виведений зі складу флоту                                               | 5 | 5 |
| На службі                                                               | 1931 —1946                                                                                                   | 1931 —1946                                                                                                   |
| Загибель                                                                | 2 | 2 |
| Бойовий досвід                                                          | Друга світова війна                                                                                          | Друга світова війна                                                                                          |
| Проєкт                                                                  | | |
| Тип ПЧ                                                                  | середні підводні човні                                                                                       | середні підводні човні                                                                                       |
| Попередній проєкт                                                       | типу O 19 | типу O 19 |
| Наступний проєкт                                                        | типу «Долфейн»                                                                                               | типу «Долфейн»                                                                                               |
| Основні характеристики                                                  | | |
| Швидкість (надводна)                                                    | 16 вузлів (30 км/год)                                                                                        | 16 вузлів (30 км/год)                                                                                        |
| Швидкість (підводна)                                                    | 8 вузлів (15 км/год)                                                                                         | 8 вузлів (15 км/год)                                                                                         |
| Робоча глибина занурення                                                | 100 м | 100 м |
| Гранична глибина занурення                                              | 175 м | 175 м |
| Дальність плавання                                                      | 10 000 миль (18 700 км) на швидкості 12 вузлів (надводна) 28 миль (52 км) на швидкості 8,5 вузлів (підводна) | 10 000 миль (18 700 км) на швидкості 12 вузлів (надводна) 28 миль (52 км) на швидкості 8,5 вузлів (підводна) |
| Екіпаж                                                                  | 39 офіцерів та матросів                                                                                      | 39 офіцерів та матросів                                                                                      |
| Розміри                                                                 | | |
| Довжина найбільша (по КВЛ)                                              | 77,7 м | 77,7 м |
| Ширина корпусу найб.                                                    | 6,80 м | 6,80 м |
| Середня осадка (по КВЛ)                                                 | 3,95 м | 3,95 м |
| Водотоннажність надводна                                                | 990 тонн | 990 тонн |
| Водотоннажність підводна                                                | 1205 тонн | 1205 тонн |
| Силова установка                                                        | | |
| Дизель-електрична: 2 × дизельні двигуни Sulzer 7QD42 2 × електродвигуни | | |
| Гвинти                                                                  | 2 | 2 |
| Потужність                                                              | 2 × 2 500 к.с. ([дизелі) 2 × 500 к. с. (електродвигуни)                                                      | 2 × 2 500 к.с. ([дизелі) 2 × 500 к. с. (електродвигуни)                                                      |
| Озброєння                                                               | | |
| Артилерія                                                               | 88-мм гармата Bofors No. 3                                                                                   | 88-мм гармата Bofors No. 3                                                                                   |
| Торпедно- мінне озброєння                                               | 8 × 533-мм торпедних апаратів 14 торпед                                                                      | 8 × 533-мм торпедних апаратів 14 торпед                                                                      |
| ППО                                                                     | 2 × 40-мм зенітні гармати Vickers 1 × 12,7-мм кулемет                                                        | 2 × 40-мм зенітні гармати Vickers 1 × 12,7-мм кулемет                                                        |

Підводні човни типу O 21 (нід. O 21-klasse) — тип голландських середніх підводних човнів, побудованих суднобудівельними компаніями Нідерландів у період з 1937 до 1940 року. Загалом було побудовано 7 підводних човнів цього типу. До початку німецького вторгнення в Нідерланди човни все ще перебували на стадії будівництва, тому O 21, O 22, O 23 і O 24 були поспішно спущені на воду та передислоковані до Великої Британії. O 25, O 26 і O 27 не змогли втекти і були захоплені німецькими військами. Керівництво Крігсмаріне наказало завершити будівництво човнів, і після проведених робіт трофейні голландські субмарини надійшли на озброєння німецького флоту як UD-3, UD-4 і UD-5.

## Список ПЧ типу O 21
| Човен | Верф                                            | Закладка          | Спущений          | Введений до строю                                                                         | Виведений         | Прим.                                                       |
| ----- | ----------------------------------------------- | ----------------- | ----------------- | ----------------------------------------------------------------------------------------- | ----------------- | ----------------------------------------------------------- |
| O 21  | Koninklijke Maatschappij De Schelde, Вліссінген | 20 листопада 1937 | 21 жовтня 1939    | 10 травня 1940 (у недобудованому стані)                                                   | 2 листопада 1957  | 24 січня 1958 року проданий на брухт                        |
| O 22  | Koninklijke Maatschappij De Schelde, Вліссінген | 20 листопада 1937 | 20 січня 1940     | 10 травня 1940 (у недобудованому стані)                                                   |                   | 8 листопада 1940 року зник безвісти біля норвезьких берегів |
| O 23  | Rotterdamsche Droogdok Maatschappij, Роттердам  | 12 жовтня 1937    | 5 грудня 1939     | 13 травня 1940 (у недобудованому стані)                                                   | 1 грудня 1948     | у квітні 1949 року списаний на брухт                        |
| O 24  | Rotterdamsche Droogdok Maatschappij, Роттердам  | 12 листопада 1937 | 18 березня 1940   | 13 травня 1940 (у недобудованому стані)                                                   | 22 лютого 1954    | у вересні 1963 року розібраний на брухт                     |
| O 25  | Wilton-Fijenoord, Роттердам                     | 10 квітня 1939    | 1 травня 1940     | 8 червня 1941 (як ПЧ Крігсмаріне UD-3)                                                    | 13 жовтня 1944    | 3 травня 1945 року затоплений                               |
| O 26  | Rotterdamsche Droogdok Maatschappij, Роттердам  | 20 квітня 1939    | 23 листопада 1940 | 28 січня 1941 (як ПЧ Крігсмаріне UD-4)                                                    |                   | 3 травня 1945 року затоплений                               |
| O 27  | Rotterdamsche Droogdok Maatschappij, Роттердам  | 3 серпня 1939     | 26 вересня 1941   | 30 січня 1942 (як ПЧ Крігсмаріне UD-5) 13 липня 1945 (як ПЧ Королівським ВМС Нідерландів) | 14 листопада 1959 | у 1961 році розібраний на брухт                             |